# Saxifraga spathularis
Saxifraga spathularis är en stenbräckeväxtart som beskrevs av Felix de Silva Avellar Brotero. Saxifraga spathularis ingår i Bräckesläktet som ingår i familjen stenbräckeväxter. Inga underarter finns listade i Catalogue of Life.